# Foro Empresarial União Europeia-Mercosul
O Foro Empresarial União Europeia-Mercosul (em inglês: Mercosur-EU Business Forum, MEBF), iniciado em 1999, é uma associação informal formada entre empresários europeus e latino-americanos com fins de promover o comércio e as relações econômicas entre o Mercosul e a União Europeia.
O trabalho do MEBF baseia-se na ideia de que empresas de ambas as regiões deveriam identificar barreiras comerciais entre si como também restrições nas áreas de serviços e investimentos, elaborando recomendações conjuntas para eliminar estas barreiras.
O MEBF tem tido um importante papel de impulsionador das atuais negociações de um tratado de livre comércio entre as duas regiões, quer estimulando o poder político nos dois lados do Atlântico a trabalhar para o acordo, quer no trabalho técnico e nas recomendações político-econômicas que tem feito através dos seus grupos de trabalho, steering committees e conferências plenárias.
O foro visa a obter um acordo ambicioso e equilibrado, tendo em conta que se parte de posições assimétricas, a União Europeia sendo economicamente mais forte e em estado mais avançado de integração econômica.